# Friedrich Müller (Superintendent)
Friedrich Müller (* 30. Dezember 1879 in Ober-Sorg (inzwischen Ortsteil von Schwalmtal, Vogelsbergkreis); † 15. September 1947 in Darmstadt) war ein deutscher evangelischer Pfarrer. Er spielte eine führende Rolle in der Evangelischen Landeskirche in Hessen und ihrer Nachfolgekirche, der Evangelischen Kirche in Hessen und Nassau.

## Leben
Müller, ein Sohn des Lehrers Friedrich Müller, studierte von 1899 bis 1903 Evangelische Theologie an der Universität Gießen und war nach dem Aufenthalt am Predigerseminar Friedberg von 1904 bis 1909 als Vikar in verschiedenen Gemeinden tätig. 1909 wurde er Pfarrer in Bad Wimpfen (damals noch eine Exklave im Großherzogtum Hessen-Darmstadt). Im Ersten Weltkrieg diente er als Divisionspfarrer. 1918 wechselte er in eine Pfarrstelle nach Rüsselsheim. Als Leiter der freien Volkskirchlichen Vereinigung engagierte er sich auch in der Landeskirche und wurde 1923 in die Landessynode gewählt.
1928 wurde er zum Superintendenten der Provinz Starkenburg gewählt. Als 1934 die drei Aufsichtsbezirke der Evangelischen Landeskirche in Hessen zu Propsteien der neuen Evangelischen Landeskirche Nassau-Hessen wurden, blieb er im Amt, trat aber noch im selben Jahr aus Protest gegen Maßnahmen des von den Nationalsozialisten eingesetzten Landesbischofs Ernst Ludwig Dietrich zurück. 1935 nahm er das Amt wieder an, um in der Kirche zwischen den Anhängern der verfeindeten Lager vermitteln zu können. Er arbeitete mit Landesbischof Dietrich und dem Vorsitzenden des Landesbruderrates Nassau-Hessen der Bekennenden Kirche, dem Frankfurter Pfarrer Karl Veidt, im Einigungswerk in der EKNH zusammen.
Weil nach dem Zweiten Weltkrieg unklar war, ob die Landeskirche Nassau-Hessen rechtmäßig bestand, wurde im April 1945 eine Vorläufige Kirchenregierung der Evangelischen Landeskirche in Hessen gebildet, mit Müller als Präsidenten. Im Amt als Superintendent von Starkenburg ließ er sich von Wilhelm Bergér vertreten. Er übernahm auch den Vorsitz im Verbindungsausschuss der drei Landeskirchen in Hessen, Nassau und Frankfurt am Main, die auf ihre Wiedervereinigung hinarbeiteten. Für den Friedberger „Kirchentag“ am 30. September 1947, mit dem die drei Kirchen ihren Zusammenschluss bestätigten, war er als Leiter vorgesehen und galt auch als einziger Kandidat für das Amt des Kirchenpräsidenten. Sein plötzlicher Tod am 15. September 1947 machte den Weg für die Wahl Martin Niemöllers zum ersten Kirchenpräsidenten der EKHN frei.
Müller wurde auf dem Alten Friedhof in Darmstadt bestattet. Sein Grab ist nicht mehr erhalten.